# Pat Holtz
Pat Holtz (* 27. November 1968 in Hamilton) ist ein schottischer Poolbillardspieler.

## Karriere
1996 wurde Holtz 8-Ball-Weltmeister der PPPO.
Bei der 9-Ball-WM 2006 verlor er im Achtelfinale gegen Wu Chia-Ching.
2007 schied er bereits in der Vorrunde aus, nachdem er zuvor beim World Pool Masters erst im Halbfinale gegen den Spanier David Alcaide verlor.
Holtz war zeitweise unter den besten acht der WEPF-Weltrangliste.
Pat Holtz bildete zweimal gemeinsam mit Michael Valentine das kanadische Doppel beim World Cup of Pool. Sie schieden jedoch sowohl 2006, als auch 2007 bereits in der ersten Runde aus.